# Capra (film)
Capra (în franceză La Chèvre) este un film franțuzesc de comedie din anul 1981 care a fost regizat de Francis Veber. Rolurile principale sunt interpretate de Pierre Richard și Gérard Depardieu. El este primul dintre cele trei filme cu duo-ul comic Richard - Depardieu.
Un remake american al acestui film, intitulat entitled Noroc chior, a fost făcut în 1991, cu Martin Short și Danny Glover în rolurile principale. 

## Rezumat
Marie Bens, fiica unui bogat om de afaceri francez și o persoană foarte ghinionistă de felul ei, a dispărut în mod misterios în timp ce se afla în vacanță în Mexic. Pentru a o găsi, tatăl ei apelează la un detectiv particular pe nume Campana (Gérard Depardieu). Căutarea ei se dovedește a fi foarte complicată și mai multe încercări desfășurate într-un timp de peste 40 de zile nu duc la niciun rezultat.
Psihologul întreprinderii, Meyer, îi sugerează lui Bens un plan. El îl sfătuiește să se folosească de unul dintre angajații săi, contabilul François Perrin (Pierre Richard), care este și el o persoană ghinionistă și predispusă spre accidente. Meyer afirmă că lui Perrin i se vor întâmpla aceleași nenorociri ca și fiicei lui și că el o va regăsi.
Detectivul particular Campana, însărcinat cu ancheta, trebuie să colaboreze cu Perrin, în ciuda scepticismului său că nu va fi ușor. Cei doi pleacă în Mexic și pornesc pe urmele fetei. Gafele săvârșite de Perrin îi vor duce pe cei doi pe urmele fetei dispărute. În final, accidentele suferite de Perrin vor face ca el să fie internat într-un spital din jungla mexicană unde o va regăsi pe fata lui Bens, căzută și ea victimă unor accidente similare. 

## Distribuție
- Pierre Richard — François Perrin
- Gérard Depardieu — Campana
- Pedro Armendáriz Jr. — căpitanul de poliție Custao
- Corynne Charbit — Marie Bens
- Maritza Olivares - prostituata
- André Valardy — Meyer
- Jorge Luke — Júan Larbal
- Sergio Calderón — deținutul
- Michel Robin — Alexandre Bens
- Robert Dalban — tehnicianul
- Jacqueline Noëlle
- Michel Fortin — omul de la Orly
- Marjorie Godin
- Jean-Louis Fortuit
- Pulcher Castan

## Despre film
- Rolurile lui Campana și Perrin au fost inițial destinate să fie interpretate de Lino Ventura și Jacques Villeret, dar primul nu a vrut să joace alături de cel de-al doilea.
- Filmul a făcut obiectul unui remake american intitulat Pure Luck, regizat de Nadia Tass în 1991. Inițial un actor de origine latino trebuia să interpreteze un personaj negativ, deoarece era considerat talentat pentru rol, dar producătorii au trebuit să renunțe ca urmare a presiunilor și amenințărilor regizoarei filmului care a explicat că interpretarea unui personaj malefic de către un latino ar risca să înfurie întreaga comunitate latino. Această poveste tristă l-a inspirat pe Veber pentru filmul său Le Placard (2000).
- Acest film este al doilea lungmetraj regizat de Francis Veber.
- Gérard Depardieu s-a arătat destul de nemulțumit pe timpul filmărilor (capricii, alcoolism…) de ciudă și dezamăgire: el a vrut să joace rolul lui François Perrin, dar Francis Veber l-a refuzat.
- Actorul mexican Jorge Luke, care joacă rolul mafiotului Juan Larbal, apare și într-un alt film francez turnat în Mexic, La Vengeance du serpent à plumes de Gérard Oury (1984), unde interpretează rolul de șef al poliției.
- O eroare este prezentă în film, așa de ridicolă încât face ca gluma să devină grotescă. François Perrin, însoțit în acel moment de Campana, este răpit de o gorilă în jungla din Mexic. Gorilele, la fel ca și toate maimuțele mari, nu trăiesc pe întregul continent american.